# Sportpark De Krom
Sportpark De Krom is de accommodatie van onder meer atletiekvereniging AV Rijnsoever, hockeyclub Catwijck en voetbalclub VV Katwijk uit Katwijk, in de Nederlandse provincie Zuid-Holland. VV Katwijk komt uit op het hoogste niveau in het Nederlandse amateurvoetbal: de Tweede divisie.
In 1985 werd Sportpark De Krom geopend. Het sportpark is gebouwd op een voormalige vuilnisbelt aan de rand van de stad. Hockeyclub Catwijck kwam tegelijk met de voetballers op De Krom, maar eerstgenoemde had moeite met de verhuizing. Het complex had geen kunstgrasvelden en eigen verenigingsgebouw, maar in 1986 kreeg Catwijck deze alsnog van de gemeente.
In 2010 werd het sportpark opnieuw verbouwd. Er werd een modern kleedkamergebouw gerealiseerd voor de voetbalclub, de kantine werd gemoderniseerd en er werd een atletiekbaan aangelegd voor atletiekvereniging Rijnsoever. De grindbaan werd verwijderd en een 400m-kunststofbaan werd aangelegd op de top van de voormalige vuilnisbelt. In de zomer van 2014 werd de oude hoofdtribune gesloopt om plaats te maken voor een multifunctioneel tribunegebouw. In de kelder van dit gebouw is plaats ingeruimd voor de tafeltennisvereniging. Op de begane grond en de eerste etage zijn ontvangstruimtes, kleedkamers, een ruimte ten behoeve van fysiotherapie en de businessclub gesitueerd. Het tribunegebouw werd in het tweede deel van seizoen 2014/2015 in gebruik genomen.
Sportpark De Krom omvat zes velden. Inmiddels beschikt VV Katwijk over vier kunstgrasvelden, die voorzien zijn van veldverlichting. Het hoofdveld, waar het vlaggenschip zijn wedstrijden speelt, is sinds seizoen 2014/2015 voorzien van kunstgras. Bij het hoofdveld van VV Katwijk staan twee overdekte zittribunes en twee overdekte staantribunes. De totale capaciteit van het hoofdveld is 6500 toeschouwers.
Hockeyclub Catwijck heeft drie verlichte kunstgrasvelden en tennisvereniging KLTV heeft de beschikking over elf tennisvelden. Ook schietsportvereniging Katwijk speelt op De Krom.